# キタイ (地理的呼称)
キタイ（Qitai,Cathay）とは、中国および中国の一部の地域を指して使用する言葉である。10世紀に中国北部に遼を建国した契丹に由来する。カセイ、キャセイとも。

## 言葉の変遷

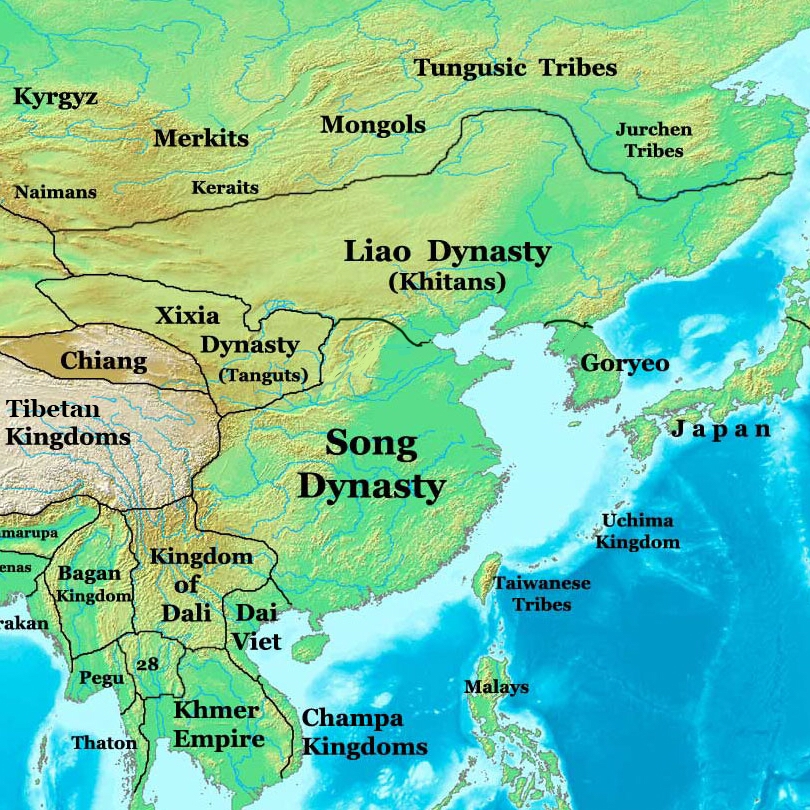
1025年の遼の支配領域

イラン系の言語、テュルク系の言語において「キタイ」あるいは「カタイ」から派生した言語は中国、もしくは中国の一部の地域を指して使用される。中央アジアではキタイ、それが転訛したカタイという言葉が指す対象は契丹の国家である遼に限定されず、中国全体を指す言葉となった。1000年頃にウイグル文字で書かれたマニ教徒の文書の中でCathaiという単語が確認できる。ウイグル文字での出現から時間をおかず、キタイという単語は中央アジアのイスラム教徒の間で知られるようになった。1026年にアフガニスタンのガズナ朝の宮廷に遼の使節が訪れた際、使者は「カター（Qatā）の支配者」である「カター・ハン」の使いと名乗った。使節の到来から数十年後に完成したビールーニー、ガルディーズィーの著作で「カター」、あるいは「キター（Qitā）」という単語が使用されている。セルジューク朝の宰相ニザームルムルクは著書『統治の書』の中でキタ（Khita）とシナ（China）について述べ、二つを別個の独立した国として扱っている。
12世紀初頭に中国の北方で興った女真族の金が遼に取って代わった後も、「キタイ」という言葉はイスラーム世界で生き残った。ペルシア語の歴史書では1234年のモンゴル帝国による金の征服について「ヒターイ国」もしくは「女真のヒターイ国（Djerdaj Khitāy）」の征服として説明され、モンゴルの宮廷で成立した歴史書『元朝秘史』ではキタイとカラ・キタイ（西遼）の両方について述べられている。また、モンゴル帝国期にはキタイ（カタイ）が中国を示す地域だという認識がヨーロッパ世界にも広まった。プラノ・カルピニ、アンドルー修道士、ウィリアム・ルブルック、マルコ・ポーロ、ジョヴァンニ・ダ・モンテコルヴィーノ、オドリコら13世紀から14世紀にかけて東アジアを訪れたヨーロッパの人間の記録では、「カタ」「ハタ」「カタイ」「キタイ」が中国を指す言葉として使われている。

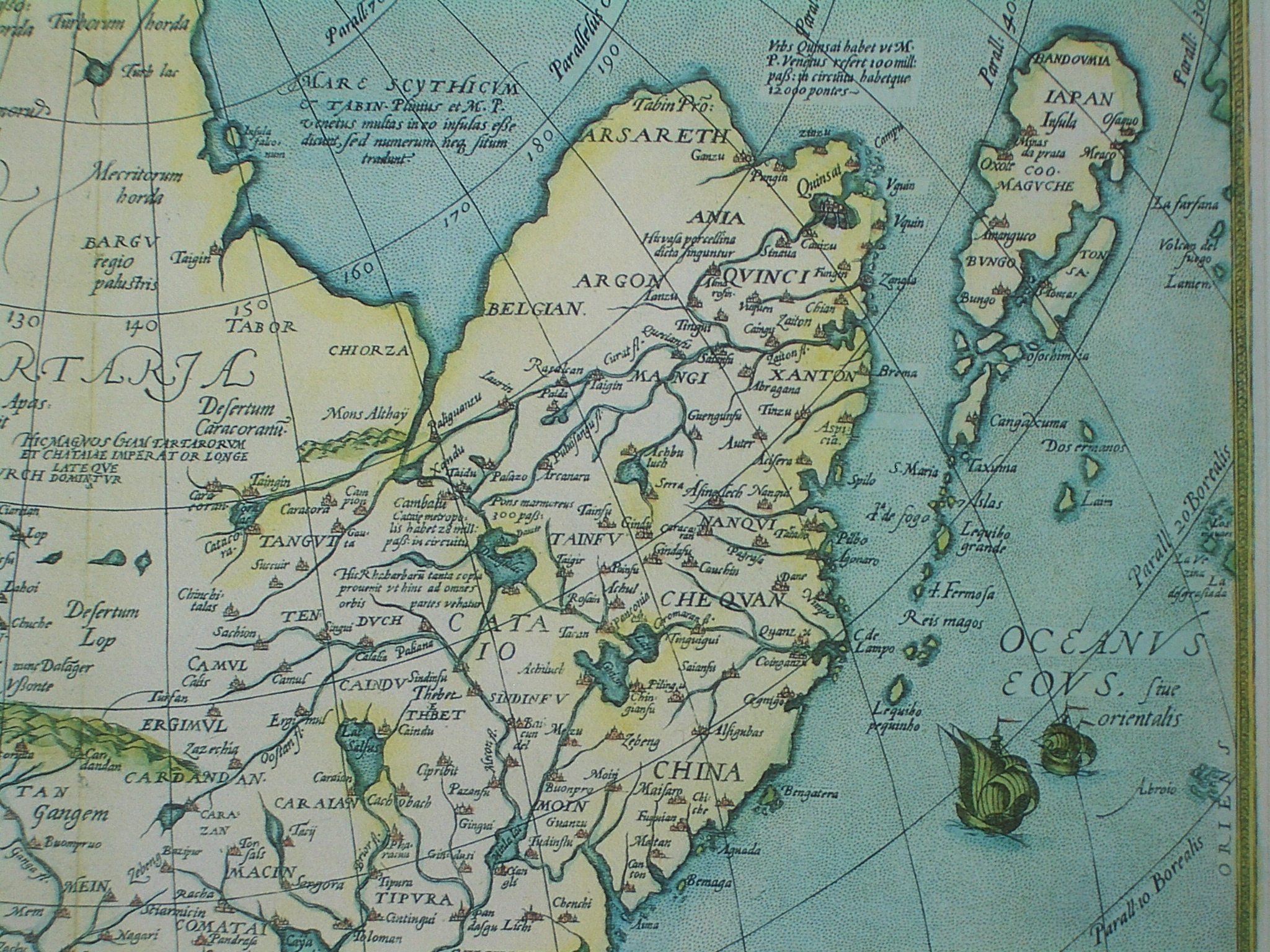
16世紀末にオルテリウスによって作成された東アジアの地図。シナ（CHINA）とカタイ（CATAIO）が横に並ぶ

モンゴル帝国の崩壊後、ヨーロッパに中国から直接もたらされる情報が途絶した後、キタイが中国を示す地域という認識は薄れ、マルコ・ポーロが記したような幻想的な土地のイメージが独り歩きを始める。マルコ・ポーロが著した『東方見聞録』はヨーロッパの地理学に強い影響を与え、16世紀にゲラルドゥス・メルカトル、アブラハム・オルテリウスによって作成された地図には「現実の中国」であるシナ（China）とマルコ・ポーロが伝えたカタイ国が並存していた。メルカトルは『東方見聞録』にカタイ国の南の国として記されている「マンジ国」を実在の中国と同一視し、シナとカタイを別々の国に分けるメルカトルの考えは後進の学者に受け継がれた。マンジはモンゴルがカタイより南の地域に「蛮子」という字を当てた蔑称。16世紀の西洋地図ではカタイと共に使われている。
1601年にイエズス会士のマテオ・リッチが明の万暦帝からキリスト教教会建設の許可を得た後、中国を訪れるイエズス会士の数が増加し、中国の情報が現地を直接見聞した彼らを通してヨーロッパにもたらされるようになる。マテオ・リッチは自身が訪れた「シナ」の地が、マルコ・ポーロらが記したカタイと同一の土地であると報告したが、カタイに対する認識はすぐには変化しなかった。ゴアのイエズス会では過去の旅行者地が訪れたカタイとマテオ・リッチの訪れた土地が同じ場所であるか議論が交わされ、真偽を確かめるためにベネディクト・デ・ゴエスが派遣された。1654年にフランスのニコラ・サンソンが作成した北アジアの地図、1664年にピエール・デュヴァルが作成した地図にもカタイ国が存在していたが、1669年にサンソンが作成した地図からはカタイ国が消え、朝鮮の北に「女真（Niuche）」が記された。パリで発行された1703年付のニコラ・ド・フェールの地図では中国は南北に二分され、黄河沿岸部はカタイ地方、江南地方はマンジ地方と記され、地図上に実在しない「カタイ国」が現れる問題は解決される。
東トルキスタンでは中国、中国に存在する国家を指す言葉としては「チーン（Chīn）」の方が通用し、清以降ウイグル族などのテュルク系民族はもっぱらヒターイ（Khitāi）を漢族、満洲族を指す言葉として使用している。中国においてヒターイは差別的な意味を含む言葉と見なされ、公式には採用されていない。
ロシア語、ソビエト連邦圏に含まれる地域で使われるテュルク系の言語では、中国は「キタイ/クタイ（Китай）」と呼ばれる。英語では「キャセイ（Cathay）」となり、香港に拠点を置くキャセイパシフィック航空の社名はこの言葉に由来する。

## 翻訳元記事参考文献
- Karl A. Wittfogel and Feng Chia-Sheng, History of Chinese Society: Liao (907–1125). in Transactions of American Philosophical Society (vol. 36, Part 1, 1946).